# Filatelia tematica

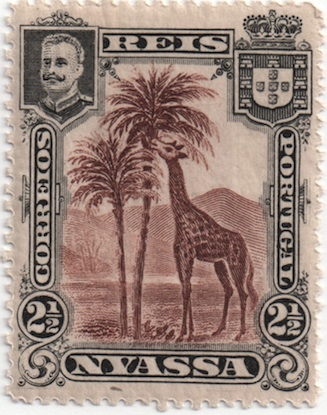
Questo francobollo del 1901 emesso in Mozambico è stato il primo ad avere in vignetta una giraffa

La filatelia tematica è un componente della filatelia in cui le collezioni sono ordinate secondo un tema, un soggetto o un motivo di emissione. Per evitare fraintendimenti sulle definizioni di filatelia tematica la Federazione internazionale di filatelia ha patrocinato l'iniziativa di regolamentarne la materia. Fatto salvo il diritto di collezionare secondo un proprio gusto personale, in base al regolamento approvato dalla Federazione le collezioni vengono suddivise in tre categorie: tematiche, per scopo di emissione ed a soggetto. La tematica propriamente detta sviluppa un tema accompagnato da testi esplicativi, la collezione per scopo di emissione è un insieme filatelico che ha come filo conduttore la scopo di emissione dei francobolli e la collezione a soggetto ha come scopo la raccolta dei francobolli con lo stesso soggetto rappresentato sulla vignetta.

## Storia
La filatelia tematica nasce grazie alle intuizioni dell'abate Lucien Braun  che diffuse in Francia e Germania un collezionismo che alla logica della cronologia di emissione contrapponeva quella del tema intrinseco alla vignetta del francobollo. Diversi fattori hanno poi contribuito alla crescente popolarità di questo collezionismo ma è pesato in maniera determinante il minor impegno finanziario richiesto.
Nel 1958, con la presentazione della prima competizione per classi tematiche regolamentata dalla FIP avviene la codificazione delle collezioni tematiche.

## La collezione tematica
Rappresenta il punto di arrivo di chi si interessa a questo tipo di collezionismo. Lo sviluppo di un tema può essere eseguito in modi differenti: in base alla storia, alla geografia, alla sistematica o rispettando criteri del tutto originali ma coerenti. Per impostare il tema occorre quindi una buona conoscenza anche della materia trattata. Nella collezione tematica verranno quindi inseriti tutti gli esemplari che possono contribuire allo sviluppo del tema prescelto.
Nel caso in cui un francobollo rappresenti più soggetti inerenti alla collezione è possibile utilizzarlo più volte. Generalmente la collezione si realizza attraverso l'utilizzo di francobolli nuovi in quanto l'annullo è considerato elemento di disturbo del soggetto presente nella vignetta.
Complementari ai francobolli sono gli annulli postali e le FDC. Gli annulli possono essere sia su busta che su cartolina. Per il reperimento del materiale è possibile la consultazione di appositi cataloghi internazionali.
La collezione richiede l'uso di un album dedicato. Generalmente vengono usati fogli bianchi con un bordo fine e sui quali è possibile appaia una piccolissima illustrazione inerente al tema. Molte collezioni contengono anche una breve illustrazione del tema svolto posizionata nei primi due fogli dell'album insieme a un elenco del numero dei fogli dedicati ad ogni capitolo.
I testi, scritti a mano o a macchina dall'autore della collezione, devono avere il solo compito di collegare il materiale, descriverlo filatelicamente e riassumere la ragione della sua presenza in relazione al tema.

## Temi di successo
Negli ultimi anni '60 la American Topical Association svolse un sondaggio su oltre 8.000 collezionisti di 83 paesi che indicarono oltre 700 temi possibili. I più graditi risultarono essere:
- Organizzazione delle Nazioni Unite
- Mammiferi
- Uccelli
- Arte
- Religione
- Spazio
- Sport
- Musica
- Carte geografiche
- Navi
- Treni
- Croce Rossa
- Massoneria
- Francobolli riprodotti su francobolli
- Natale
- Europa